# Кола Мафоне (Месина)
Кола Мафоне је насеље у Италији у округу Месина, региону Сицилија.
Према процени из 2011. у насељу је живело 635 становника. Насеље се налази на надморској висини од 244 м.